# Влада Канаде
Влада Канаде (енгл. Government of Canada, фр. Gouvernement du Canada) је тело одговорно за савезну администрацију Канаде. Уставна монархија, круна је једина корпорација, која преузима различите улоге: извршна власт као (круна у већу), законодавна власт као (круна у парламенту) и судови као (круна на клупи). Три институције — Државни савет (конвенционални Кабинет), Парламент Канаде, и судство имају извршну моћ и овлашћења Круне.
Израз Влада Канаде може се односити или на колективни скуп све три институције, или тачније на извршну власт, министре круне (кабинет) и савезну државну службу (којима управља Кабинет), која се брендира као „влада Канаде”, или формалније, Влада Његовог Величанства.
У оба случаја, тренутна конструкција је успостављена у Конфедерацији кроз Уставни закон 1867, као федерална уставна монархија, у којој канадска круна делује као језгро, или „најосновнији грађевински блок“, њеног Вестминстерског стила парламентарне демократије. Круна је стога темељ извршне, законодавне и судске гране канадске владе. Монарха, краља Чарлса III, представља генерални гувернер и шеф је државе. Премијер Канаде је шеф владе кога Круна овлашћава да формира владу након што добије поверење Доњег дома, које се обично одређује избором довољног броја чланова једне политичке странке у савезним изборима да би се обезбедила већина у парламенту, и тиме формира владајућу странку. Даљи елементи управљања наведени су у остатку канадског устава, који укључује писане статуте поред судских пресуда и неписане конвенције које су се развијале вековима.
Уставно гледано, Краљев државни савет за Канаду је тело које саветује суверена или њиховог представника о вршењу извршне власти. Овај задатак скоро искључиво обавља одбор у оквиру Краљевог државног савета познат као Кабинет који колективно одређује владину политику и приоритете за државу. Састоји се од министара круне и њиме председава премијер. Суверен именује чланове кабинета по савету премијера који се, по конвенцији, бирају из Доњег дома или, ређе, Сената. Током свог мандата, влада мора да задржи поверење Доњег дома, а одређени важни предлози, као што је усвајање владиног буџета, сматрају се „захтевима за поверење” то јест подлежно је гласању поверења у владу. Закони се формирају усвајањем закона кроз парламент, које спонзорише влада или поједини чланови парламента. Када закон одобре и Доњи дом и Сенат, потребна је краљевска сагласност да би закон постао пуноважан. Одговорност владе је да их надгледа и спроводи.

## Терминологија
У канадском енглеском језику, термин влада се користи и односи се на читав скуп институција (извршне, законодавне и судске власти) које управљају земљом (баш као у америчком енглеском, док се у британском енглеском се користи термин држава) и на извршна власт (баш као у британском енглеском, док би термин у америчком енглеском био администрација). Када је реч написана великим словом, као у „Влади Канаде“, она се увек односи на извршну власт.
У саопштењима за штампу која су издала федерална одељења, влада се понекад назива владом актуелног премијера (нпр. Карнијева влада). Ова терминологија се често користи у медијима. Крајем 2010. године, неформално упутство из Канцеларије премијера подстакло је владина одељења да доследно користе, у свим комуникацијама одељења, такву фразу (тј. „Харперова влада“ у то време) уместо „Влада Канаде“. Исти кабинет је раније наложио свом одељењу за штампу да користи фразу „нова влада Канаде“.

## Круна

### Монарх
Канада је уставна монархија, у којој је улога владајућег суверена и законска и практична, али не и политичка. Круна се сматра јединицом корпорације, са монархом, који има сва државна овлашћења, у центру конструкције у којој моћ целине деле вишеструке институције власти које делују под влашћу суверена. Извршна власт се стога формално назива „краљ у савету” (King-in-Council), законодавна власт као „краљ у парламенту” (King-in-Parliament) а судови као „краљ на клупи” (King-on-the-Bench).
Особа која је монарх Канаде (тренутно Чарлс III) такође је монарх 14 других држава у Заједници нација. Канадски монарх ипак влада одвојено као краљ Канаде, и сматра се као канцеларија која је „заиста канадска“ и „потпуно независна од монарха Уједињеног Краљевства или других краљевстава Комонвелта.“

#### Улога
За свако доношење закона потребна је краљевска сагласност. Као део краљевског прерогатива, краљевски знак-приручник (Royal sign-manual) даје овлашћење „патентирању писама” (Letters patent) и наредбама у већу (Order in Council). Велики део краљевских прерогатива се остварује само у већу, по савету кабинета у оквиру конвенционалних одредби уставне монархије. Директно учешће суверена у било којој од ових области управљања је ограничено. Краљевски прерогатив такође укључује сазивање, одлагање и распуштање парламента ради расписивања избора, а проширује се и на спољне послове, који укључују: Преговоре и ратификацију уговора, савеза, међународних споразума и објава рата, акредитацију, канадских дипломата и пријем страних дипломата и издавање пасоша.

### Генерални гувернер
По савету канадског премијера, суверен именује савезног поткраљевског представника, тј. генералнog гувернерa, коме је од 1947. дозвољено да врши скоро све краљевске прерогативе монарха, иако постоје неке дужности које мора да обавља сам монарх (као што је сагласност на одређене законе).

## Извршна власт
Извршна власт у Канади је поверена Круни и врши се „у већу“, што значи по савету државног већа, конвенционално, ово је кабинет, којим председава премијер и састоји се од министара круне. Израз Влада Канаде, или формалније, Влада њеног Величанства, односи се на активности Краља у Савету. Свакодневне операције и активности владе Канаде обављају федерална одељења и агенције, у којима раде Јавни сервис Канаде и Оружане снаге Канаде.

### Премијер
Једна од главних дужности Круне је да обезбеди да демократска влада увек постоји, што укључује именовање премијера, који води Кабинет и управља активностима владе. Није наведено ни у једном уставном документу, ова канцеларија постоји у давно успостављеној конвенцији, која предвиђа да Круна мора да изабере за премијера особу која ће највероватније имати поверење изабраног Доњег дома, који је, у пракси, обично лидер политичка партија која има већину од односу на било коју другу странку у тој комори. Ако ниједна одређена партија не буде имала већину у Доњем дому, лидера владајуће странке – било странке са највише посланичких места или оне коју подржавају друге странке – генерални гувернер ће позвати да формира мањинску владу. Након што положи заклетву, премијер остаје на функцији до њихове оставке или смене од стране генералног гувернера, након изгласавања неповерења или пораза на општим изборима.

### Државно веће
Извршна власт је дефинисана у Уставном закону из 1867. године као круна која делује по савету државног савета Канаде, која се назива „Краљ у савету”. Међутим, државни савет, који се састоји углавном од бивших министара, главних судија и других старијих државника, ретко се састаје у потпуности. У конструкцији уставне монархије и одговорне владе, понуђени савети су обично обавезујући, што значи да „монарх царује али не влада”, при чему кабинет влада „у поверењу“ уместо и за монарха. Међутим, мора се имати на уму да краљевски прерогатив припада Круни, а не неком од министара. However, the royal prerogative belongs to the Crown and not to any of the ministers.

#### Кабинет
Одредбе одговорне владе захтевају да они који директно саветују Круну о вршењу краљевских прерогатива буду одговорни изабраном Доњем дому, а свакодневни рад владе води само подгрупа државног савета састављена више појединаца који имају места у парламенту, познатом као кабинет.
Монарх и генерални гувернер обично прате „скоро обавезујуће” савете својих министара. Краљевски прерогатив, међутим, припада Круни, а не било ком од министара, који владају само „у поверењу“ за монарха и који морају да се одрекну моћи круне након што изгубе поверење комонса, након чега нову владу, која може имати поверење доњег дома, поставља генерални гувернер. Краљевске и вицекраљевске личности могу једнострано да користе ова овлашћења у изузетним уставним кризним ситуацијама (извршавање резервних овлашћења),, чиме се дозвољава монарху да се увери „да се влада понаша у складу са уставом“. Политичари понекад могу покушати да искористе у своју корист сложеност односа између монарха, вицекраља, министара и парламента, као и општу неупућеност јавности у то.

### Белешке
1. ↑  Види 'одговорности' и Кабинет Канаде#cite ref-RP 19-0
2. ↑  Хелен Форси је рекла: „Инхерентна сложеност и суптилност ове врсте уставне ситуације може отежати широј јавности да у потпуности схвати импликације. Та конфузија даје бескрупулозној влади доста могућности да превише поједностави и лажно представи, чинећи много наводни сукоб између народне демократије, наводно оличене у премијеру, и уставних механизама у срцу одговорне владе, посебно „резервних овлашћења“ круне, која се приказује као нелегитимна“. Као пример, она је навела кампању Вилијама Лајона Мекензи Кинга након „афере Кинг–Бинг” из 1926. и коментаре Стивен Харпер током 2008–2009 канадског парламентарног спора.[14]

### Цитати
1. 1 2  „Overview of the Canadian Parliamentary System | Our Country, Our Parliament”. lop.parl.ca. Архивирано из оригинала 21. 02. 2022. г. Приступљено 2020-09-11.
2. 1 2  MacLeod 2015, стр. 18
3. ↑  Government of Canada. „Speech From the Throne > Frequently Asked Questions”. Queen's Printer for Canada. Архивирано из оригинала 19. 10. 2013. г. Приступљено 4. 6. 2010.
4. ↑  Grand Chief's Office, Treaty 3 Between Her Majesty the Queen and the Saulteaux Tribe of the Ojibway Indians at the Northwest Angle on the Lake of the Woods With Adhesions, The Grand Council of Treaty #3, Архивирано из оригинала 4. 4. 2010. г., Приступљено 4. 6. 2010
5. ↑  Department of Canadian Heritage (фебруар 2009), Canadian Heritage Portfolio (PDF) (2 изд.), Ottawa: Queen's Printer for Canada, стр. 3, ISBN 978-1-100-11529-0, Архивирано из оригинала (PDF) 11. 6. 2011. г., Приступљено 5. 7. 2009
6. ↑  Coyne, Andrew (13. 11. 2009). „Defending the royals”. Maclean's. ISSN 0024-9262. Приступљено 17. 11. 2009.
7. ↑  Victoria (1867), Constitution Act, 1867, III.15, Westminster: Queen's Printer (објављено 29. 3. 1867), Приступљено 15. 1. 2009
8. 1 2  MacLeod 2015, стр. 17
9. ↑  Department of Canadian Heritage 2009, стр. 4
10. ↑  Brooks, Stephen Farper (2007). Canadian Democracy: An Introduction (5 изд.). Don Mills: Oxford University Press. стр. 126. ISBN 978-0-19-543103-2.
11. ↑  Office, Privy Council (2018-02-21). „About Cabinet”. aem. Приступљено 2020-04-15.
12. 1 2  Cheadle, Bruce (3. 3. 2011), „Tories re-brand government in Stephen Harper's name”, The Globe and Mail, Архивирано из оригинала 09. 07. 2018. г., Приступљено 26. 4. 2011
13. ↑  „Tories defend use of 'Harper Government'”. CTV News. Bell Media. 7. 3. 2011. Архивирано из оригинала 02. 11. 2013. г. Приступљено 9. 5. 2011.
14. 1 2  Forsey, Helen (1. 10. 2010). „As David Johnson Enters Rideau Hall ...”. The Monitor. Приступљено 23. 1. 2011.
15. ↑  Privy Council Office (2008). Accountable Government: A Guide for Ministers and Ministers of State – 2008. Ottawa: Queen's Printer for Canada. стр. 45. ISBN 978-1-100-11096-7. Архивирано из оригинала 18. 3. 2010. г. Приступљено 17. 5. 2009.
16. ↑  Smith, David E. 10 June 2010. "The Crown and the Constitution: Sustaining Democracy?" Ottawa: Conference on the Crown. p. 6. – via Queen's University. Archived from the original on 17 June 2010. Retrieved 22 May 2020.
17. ↑  Bosc, Marc, and André Gagnon, eds. 2017. "Parliamentary Institutions." Ch. 1 in House of Commons Procedure and Practice (3rd ed.). Ottawa: House of Commons Table Research Branch. s. Institutional Framework. Retrieved 22 May 2020.
18. ↑  Table Research Branch of the House of Commons. "The Canadian Parliamentary System." Our Procedure. Ottawa. Retrieved 22 May 2020.
19. 1 2  Cox, Noel (септембар 2002). „Black v Chrétien: Suing a Minister of the Crown for Abuse of Power, Misfeasance in Public Office and Negligence”. Murdoch University Electronic Journal of Law. 9 (3): 12. Приступљено 17. 5. 2009.
20. ↑  Crown of Maples- Constitutional Monarchy in Canada (2008 изд.). Queen's Printer for Canada. 2008. стр. 5, 12, 20, 40, 49. ISBN 978-0-662-46012-1. Архивирано из оригинала 27. 07. 2020. г. Приступљено 2. 5. 2012.
21. ↑  „The Queen and Canada: History and present Government”. The Royal Household. Архивирано из оригинала 27. 07. 2020. г. Приступљено 2. 5. 2012.
22. ↑  Forsey, Eugene (2005). How Canadians Govern Themselves (PDF) (6 изд.). Ottawa: Queen's Printer for Canada. стр. 1. ISBN 978-0-662-39689-5. Архивирано из оригинала (PDF) 25. 3. 2009. г. Приступљено 14. 5. 2008.
23. ↑  Marleau, Robert; Montpetit, Camille (2000). „House of Commons > 1. Parliamentary Institutions”. Queen's Printer for Canada. Архивирано из оригинала 28. 8. 2011. г. Приступљено 28. 9. 2009.
24. ↑  MacLeod 2015, стр. 16
25. ↑  Russell, Peter (1983), „Bold Statecraft, Questionable Jurisprudence”,  Ур.: Banting, Keith G.; Simeon, Richard, And no one cheered: federalism, democracy, and the Constitution Act, Toronto: Taylor & Francis, стр. 217, ISBN 978-0-458-95950-1
26. ↑  Brode, Patrick (1. 5. 2006), „War power and the Royal Prerogative”, Law Times, Thomson Reuters Canada, Архивирано из оригинала 22. 11. 2012. г., Приступљено 22. 10. 2012
27. ↑  Elizabeth II (2006). „Canadian Passport Order” (PDF). 4.4. Ottawa: Queen's Printer for Canada (објављено 28. 6. 2006). Архивирано из оригинала (PDF) 26. 3. 2009. г. Приступљено 19. 5. 2009.
28. ↑  Jackson, Michael D. October 2009. "The Senior Realms of the Queen" (book review & commentary). Canadian Monarchist News 39(30):9–12. Archived from the original on 29 December 2009. Retrieved 22 May 2020. p. 9.
Reviewed work: Boyce, Peter. 2008. The Queen's Other Realms: The Crown and its Legacy in Australia, Canada and New Zealand.  9781862877009. Sydney, AU: Federation Press.
29. ↑  Office of the Governor General of Canada. „Media > Fact Sheets > The Swearing-In of a New Ministry”. Queen's Printer for Canada. Архивирано из оригинала 9. 10. 2006. г. Приступљено 18. 5. 2009.
30. ↑  Brooks 2007, стр. 235
31. ↑  Wrong, Humphrey Hume. 10 November 1952. "Relations With the United States [Telegram 219]." Documents on Canadian External Relations 18(867): Ch. 8. Ottawa: Department of Foreign Affairs and International Trade Canada. Archived from the original on 23 November 2011. Retrieved 22 May 2020.
32. ↑  Victoria 1867, III.9 & 11
33. 1 2  Marleau & Montpetit 2000, The Executive
34. ↑  Russell, Peter (1983). „Bold Statecraft, Questionable Jurisprudence”.  Ур.: Banting, Keith G.; Simeon, Richard. And no one cheered: federalism, democracy, and the Constitution Act. Toronto: Taylor & Francis. стр. 217. ISBN 978-0-458-95950-1. Приступљено 12. 6. 2010.
35. 1 2 3  MacLeod 2015, стр. 8
36. ↑  MacLeod 2015, стр. 16
37. ↑  Cox, Noel (септембар 2002). „Black v Chrétien: Suing a Minister of the Crown for Abuse of Power, Misfeasance in Public Office and Negligence”. Murdoch University Electronic Journal of Law. Perth: Murdoch University. 9 (3): 12. Приступљено 17. 5. 2009.
38. 1 2  Neitsch, Alfred Thomas. 2007. "A Tradition of Vigilance: The Role of Lieutenant Governor in Alberta." Canadian Parliamentary Review 30(4):19–28. Retrieved 22 May 2020. p. 23.
39. ↑  Tidridge, Nathan (2011). Canada's Constitutional Monarchy: An Introduction to Our Form of Government. Dundurn. стр. 65. ISBN 978-1-4597-0084-0.
40. ↑  Boyce, Peter (2008b), The Crown and its Legacy in Australia, Canada and New Zealand, Sydney: Federation Press, стр. 29, ISBN 978-1-86287-700-9